# Svjetsko prvenstvo u rukometu na pijesku 2004.
Svjetsko prvenstvo u rukometu na pijesku 2004. se održalo u Egiptu, na plaži El Gouna.
Ovo je bilo prvo svjetsko prvenstvo u ovom športu.
Susreti su se igrali na setove, a sastav koji bi prvi osvojio dva seta je bio pobjednikom u susretu.
U slučaju jednakih bodova na ljestvici, o poredku je odlučivao rezultat međusobnog susreta za vrijeme natjecanja.
Istovremeno su odigrani muško i žensko prvenstvo.

## Rezultati

### Skupina A
| Reprezentacija | Ut | Set | Bod |
| -------------- | -- | --- | --- |
| Rusija         | 3  | 6:1 | 6   |
| Egipat         | 3  | 5:3 | 4   |
| Mađarska       | 3  | 3:4 | 2   |
| Oman           | 3  | 0:6 | 0   |

### Skupina B
| Reprezentacija | Ut | Set | Bod |
| -------------- | -- | --- | --- |
| Hrvatska       | 4  | 7:2 | 6   |
| Turska         | 4  | 4:5 | 4   |
| Ukrajina       | 4  | 5:5 | 4   |
| Bahrein        | 4  | 5:6 | 4   |
| Brazil         | 4  | 3:6 | 2   |

### Izbacivanje
- četvrtzavršnica:  Rusija -  Bahrein 2:1 (19:14, 16:19, 8:4)
- četvrtzavršnica:  Egipat -  Ukrajina 2:0 (21:10, 15:10)
- četvrtzavršnica:  Turska -  Mađarska 2:1 (9:8, 5:9, 7:6)
- četvrtzavršnica:  Hrvatska -  Oman 2:0 (27:9, 12:9)

- poluzavršnica:  Rusija -  Turska 1:2 (16:17, 20:8, 2:5)
- poluzavršnica:  Egipat -  Hrvatska 2:0 (18:14, 19:18)

- za treće mjesto:  Rusija -  Hrvatska 2:1 (16:10, 18:19, 10:8)

- završnica:  Egipat -  Turska 2:1 (19:13, 10:16, 5:0)

## Konačna ljestvica
| Mj. | Sastav   |
| --- | -------- |
| 1.  | Egipat   |
| 2.  | Turska   |
| 3.  | Rusija   |
| 4.  | Hrvatska |
| 5.  | Ukrajina |
| 6.  | Mađarska |
| 7.  | Bahrain  |
| 8.  | Oman     |
| 9.  | Brazil   |